# Brać (singel)
Brać – singel promujący album Hiper/Chimera producenta muzycznego Witolda „Donatana” Czamary i piosenkarki Joanny „Cleo” Klepko. Do utworu nakręcony został również teledysk, którego reżyserem jest Piotr Smoleński. Premiera singla odbyła się 22 września 2014 na antenie radia RMF FM. W piosence wystąpił gościnnie zespół Enej.

## Notowania
| Kraj   | Lista             | Pozycja |
| ------ | ----------------- | ------- |
| Polska | RMF FM – POPLista | 3       |
| Polska | Eska – Gorąca 20  | 1       |